# 9集プロジェクト
9集プロジェクト（キューシュープロジェクト）は、ソニー・ミュージックエンタテインメントが立ち上げた九州の才能をアジアへ送り込むためのプロジェクト。略称は9SP。

## 概要
アジアの玄関口である“福岡”“九州”のジャンルレスな才能を発掘、育成、アジアへ向けて発信するプロジェクト。2022年ヤフオク！ドームを満員にするために、男性10人組演技派エンタメ集団"10神ACTOR"を始め、DOGUN、MeN from 9SP、TAi from 9SP、KO from 9SP、坂田隆一郎、女優、アイドル、Youtuber、クリエイターなどが多数控えている。なおこのヤフオク！ドームイベントが開催される場合、出演出来るのは9SP所属の人気上位9組予定。

## メンバー

### グループ

#### 10神ACTOR（from 9SP)　読み：テンジンアクター
2014年12月結成。九州地方出身・在住のメンバーで結成された日本の男性タレント・俳優の集団。「10神アクター」と表記されることもある。
歌・ダンス・芝居を基軸に、テレビ・ラジオ番組やイベント出演など、福岡市を拠点に九州地方で活動する9人組の演技派エンタメ集団である。
2019年8月16日の福岡サンパレスワンマンライブでフロントメンバー“坂田隆一郎”が2020年春に脱退することを発表した。
2020年9月のライブを持って坂田隆一郎が脱退し、9人となった。

#### DOGUN（from 9SP)　読み：ドーガン
2019年5月9日結成。
リーダー坂田隆一郎(Gt&Vo)、MOTO(Gt＆Dr)の10神ACTORメンバーからなるロックバンド。ファーストライブでは10神ACTORの岡進太郎がDJとラップで参加するなど、流動的にメンバーの増減がある。2019年7月6日に行われた「Mix Box 新世代-」＠Queblickにてライブデビュー。
「編成、音楽性は来てのお楽しみ。甘い顔して音はスパイシー。
やりたいことやるけん方針とかない！それが方針！」とはリーダー坂田談。
感情をごちゃごちゃにしていく、それがDOGUN
2019年9月17日、坂田隆一郎,MOTOの2名で活動を行っていくと発表

#### MeN from 9SP　読み：メンフロムキューエスピー
2019年8月16日結成。10神ACTOR派生ユニット。福岡と中国を赤い糸で結ぶユニット。
Vo.&Key.馬越琢己とVo.&Gt.坂田隆一郎の官能的な歌声が絡み合い、ラブストーリーを紡ぐ。

#### TAi from 9SP　読み：タイフロムキューエスピー
2019年8月16日結成。10神ACTORの派生ユニット。
福岡とタイをトゥクトゥクで繋ぐ、トリプルラップモンスター。
世界を席巻するトラップミュージックに乗せて、3人のMC「Young YUKI」「MOTO Young」「GORI Young」が縦横無尽に暴れまくる。

#### KO from 9SP　読み：ケーオーフロムキューエスピー
2019年8月16日結成。10神ACTORの派生ユニット。
5人組"歌謡R&B"グループ。5人の甘いルックスと歌声が九州中をトロけさせる。
再生回数100万回超を連発する、Love harmony's incのメンバーでもある、「山田健登」と「三岳慎之助」がメインボーカルを務める。リーダーでありキックボクサー「北田祥一郎」を中心に、ツッコミの貴公子「松島勇之介」、演出・振り付けまでこなす「関岡マーク」から成るエンタメのデパート。

### 坂田隆一郎
10神ACTORを9月に脱退し、ソロとしても活躍中。

## 作品

### アルバム
1. 10神ACTOR　九州ベストアルバム「5FIVE (ファイブ)」(2019年9月20日発売）
2. 君に贈るByeBye MeN盤、TAi盤、KO盤（2020年9月2日発売）

## コンサート等
- 10神ACTORワンマンライブ「さよなら、10神アクター ～発表ましまし☆～」（2019年8月16日、福岡サンパレス ホテル&ホール）

- 9SP Kick Off Party × 10神ACTOR [5FIVE] Release Party（2019年9月10日、DRUM Be-1）

- MeN from 9SP presents 1800秒ライブ(2019年11月17日、よしもと天神ビブレホール)

- TAi from 9SPp resents テンカンマイ(2019年12月3日、The Voodoo Lounge)

- KO from 9SP ファーストワンマンショー〜今日もあなたの心をKO！〜(2020年1月25日、スカラエスパシオ)
- ほっとけない！TV presents ほっテレ発表会(2020年2月8日、イムズホール)
- 9SP presents Valentine's Show(2020年2月13日、DRUMBe-1)
- DOGUN ONE MAN PARTY -crazy toy box-(2020年2月21日、DRUMBe-1)
- KO from 9SP 2nd ワンマンショー ~今年の夏はおうちLiveが最KOたい！！~(2020年8月18日)
- 君に贈るByeBye -FINAL-(2020年9月5,6日)
- TAi from 9SP テンカンマイ online LIVE ~追いパクチーの香りを添えて~(2020年9月24日)
- MeN from 9SP MeN with U ~密な時間~(2020年9月30日)
- 坂田隆一郎 FirstSoloLive ~Play With Me？~(2020年10月17日)